# IFK Kristianstad
Maillots
L'IFK Kristianstad est un club de handball fondé en 1899 et situé à Kristianstad en Suède.

## Palmarès
- Championnat de Suède
  - Vainqueur (9) : 1941, 1948, 1952, 1953, 2015, 2016, 2017, 2018, 2023
  - Finaliste (6) : 1951, 1954, 1955, 1975, 2012, 2013
- Coupe de Suède
  - Vainqueur (1) : 2023

## Personnalités liées au club
Parmi les personnalités liées au club, on trouve :
- Kristian Bjørnsen : joueur de 2014 à 2016
- Valter Chrintz : joueur de 2017 à 2020
- Espen Christensen : joueur de 2020 à 2023
- Ólafur Guðmundsson : joueur de 2012 à 2014 et de 2015 à 2021
- Gunnar Steinn Jónsson : joueur de 2016 à 2018
- Albin Lagergren : joueur de 2013 à 2018
- Ola Lindgren : entraîneur de 2012 à 2019
- Markus Olsson : joueur de 2008 à 2015 et depuis 2020
- Johan Petersson : joueur de 2010 à 2011
- Fredric Pettersson : joueur de 2013 à 2016
- Christian O'Sullivan : joueur de 2014 à 2016
- Ljubomir Vranjes : entraîneur 2019 à 2020
- Jerry Tollbring : joueur de 2014 à 2017

## Galerie

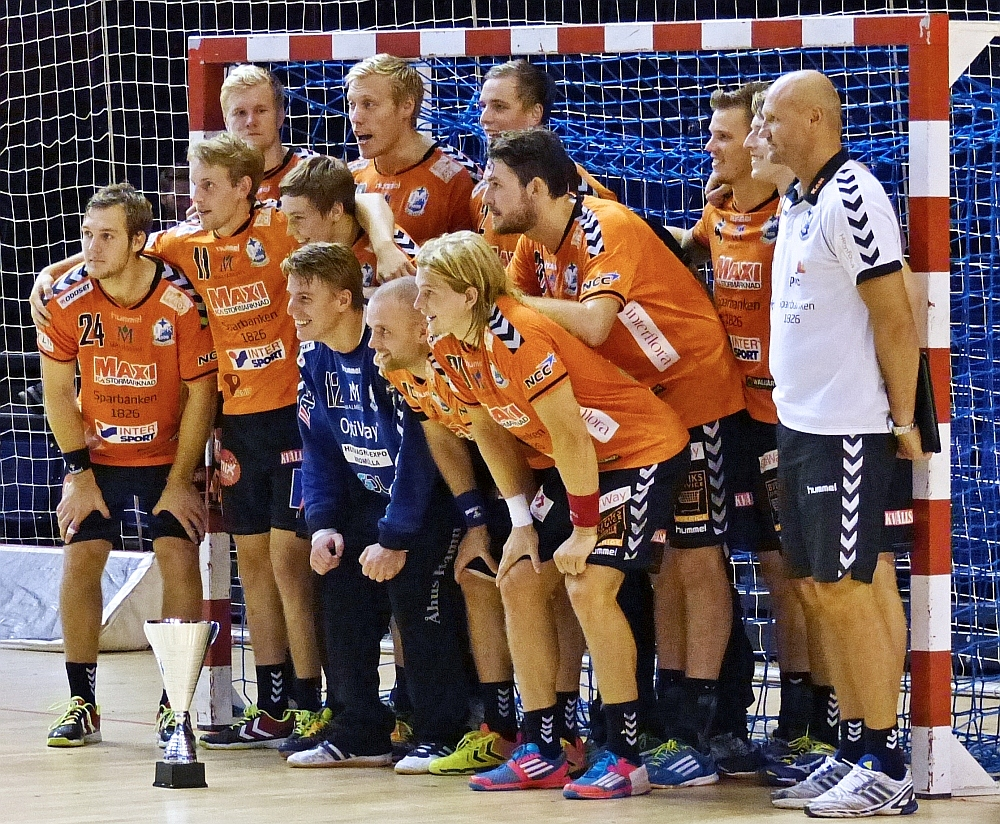
L'IFK Kristianstad au Challenge Marrane en 2014.
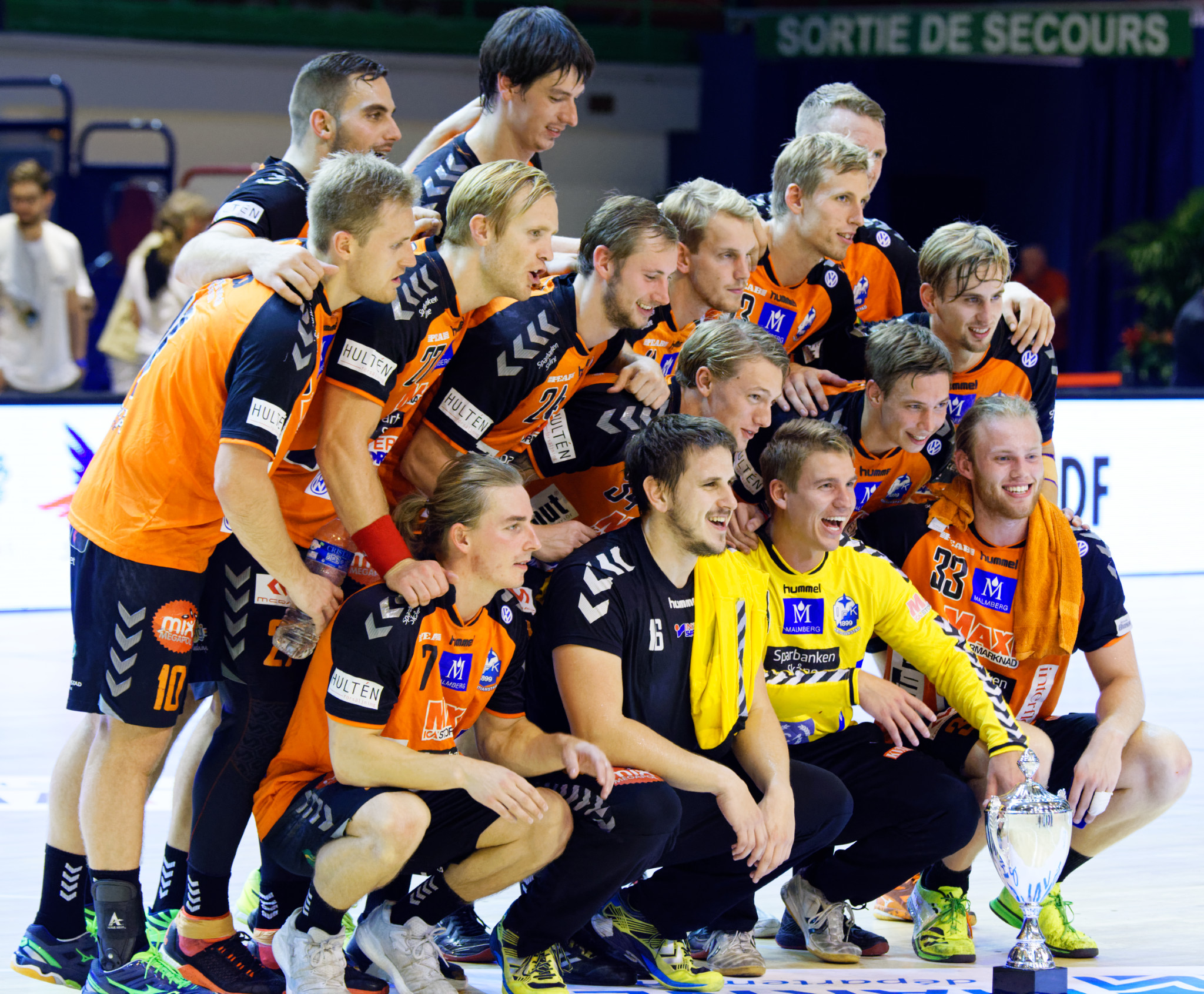
L'IFK Kristianstad au Challenge Marrane en 2016.
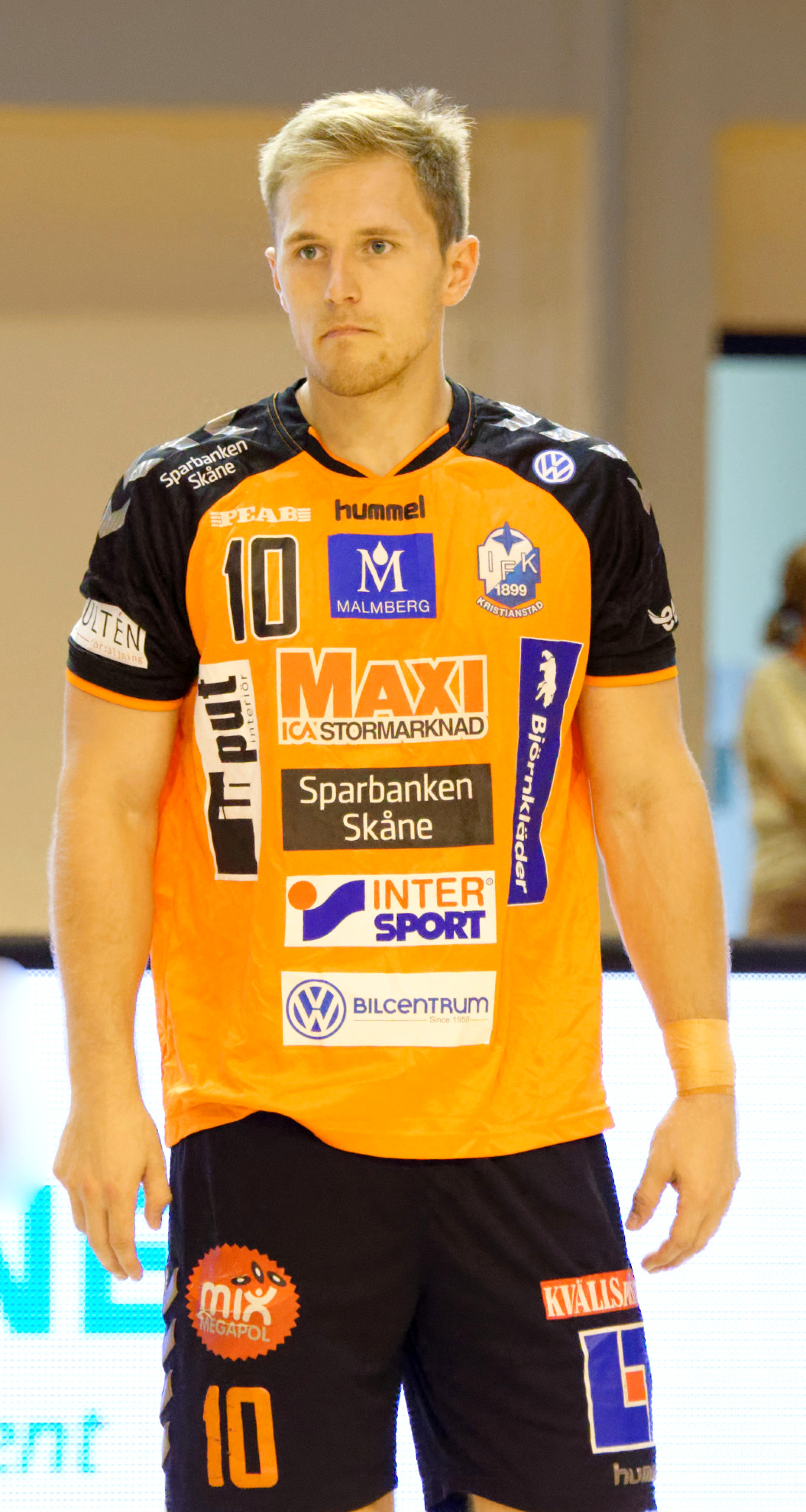
Albin Lagergren en 2016.
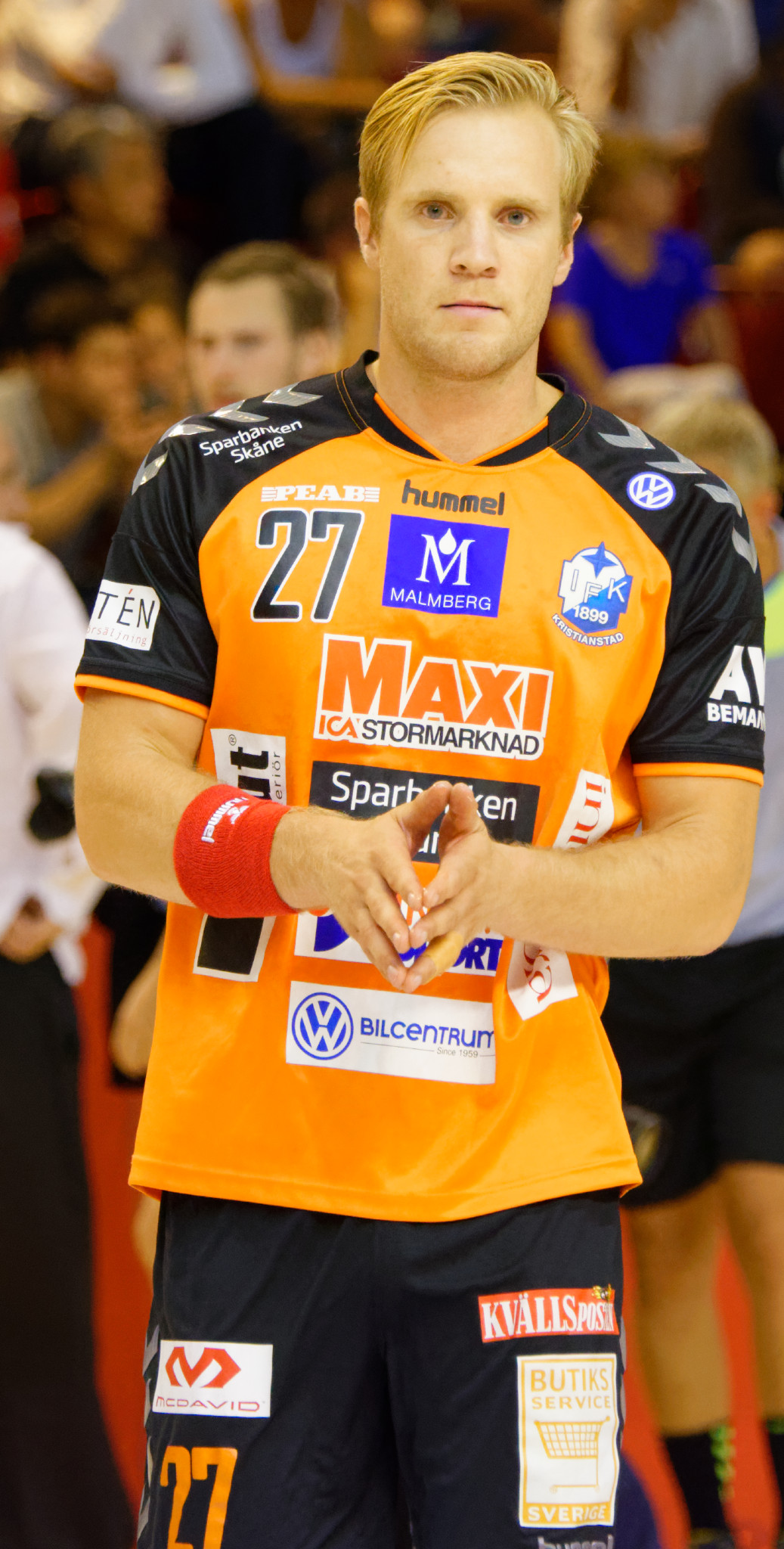
Gunnar Steinn Jónsson en 2016.